# Ривердейл-Парк (Мэриленд)
Ривердейл-Парк (англ. Riverdale Park) — город в округе Принс-Джорджес в штате Мэриленд в Соединённых Штатах Америки.
Согласно данным переписи населения США 2020 года число жителей города 
составляло 7 351 человек, что заметно больше, чем было во время предыдущей переписи (6 955 человек).

## История

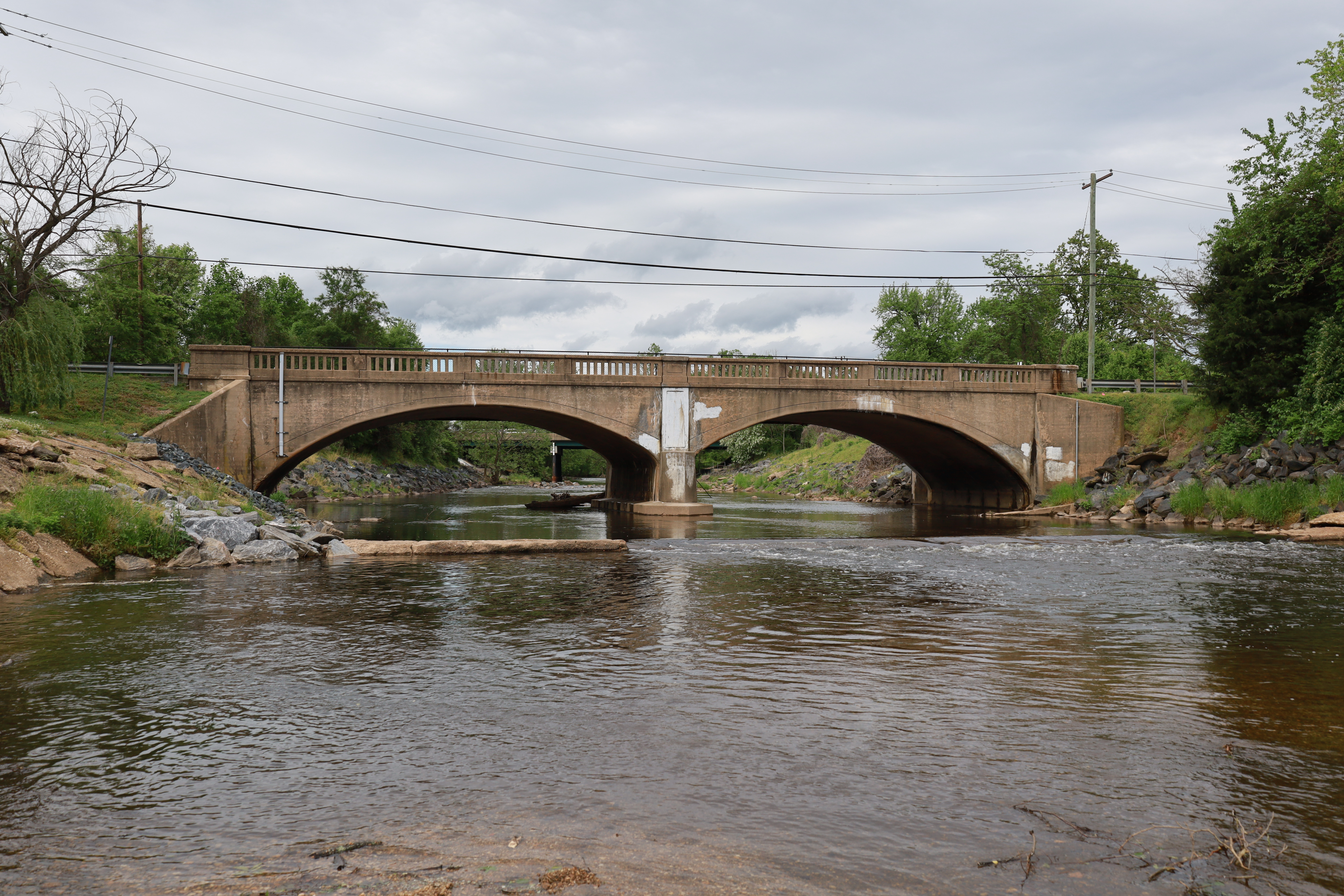
Мост через реку Анакостия в городе Ривердейл-Парк

Своё нынешнее название Ривердейл-Парк официально получил в 1998 году.
С 1940-х годов он являлся городом «синих воротничков», в котором преобладали небольшие деревянные дома или дома из красного кирпича с верандами. Здесь районе всегда проживало много студентов, преподавателей и сотрудников Мэрилендского университета. Здесь также проживает и афроамериканское население, в основном среднего класса.
Изначально этот район имел свою собственную идентичность небольшого городка Мэриленд, но сейчас он её практически утралил и больше похож на городской район, чем на настоящий город.

## География
Город расположен примерно в семи милях к северо-востоку от центра города Вашингтон, округ Колумбия. 
Согласно данным Бюро переписи населения США, общая площадь города Ривердейл-Парк составляет 1,68 квадратных миль (4,35 км2), из которых 1,65 квадратных миль (4,27 км2) приходится на сушу и 0,03 квадратных мили (0,08 км2) — на водную поверхность.